# جانوس ستاركر
جانوس ستاركر (05 يوليو 1924 - 28 أبريل 2013) عازف تشلو أمريكي من أصل مجري، يعتبر من أشهر عازفي آلة التشلو في القرن العشرين. قضى ثلاثة أشهر في معسكرات الاعتقال النازية أثناء الحرب العالمية الثانية. هاجر إلى الولايات المتحدة الأمريكية في عام 1948 وشغل منصب مدرس آلة التشلو في أوبرا تكساس.

## روابط خارجية
- جانوس ستاركر على موقع ميوزك برينز (الإنجليزية)
- جانوس ستاركر على موقع أول ميوزيك (الإنجليزية)
- جانوس ستاركر على موقع ديسكوغز (الإنجليزية)